# Hermann Frass
Hermann Frass (auch Frass-Riedl; * 1910 in Bozen, Südtirol; † 1996) war ein Südtiroler Redakteur, Fotograf und Buchautor.

## Biographie
Frass absolvierte ein Wirtschaftsstudium. Danach arbeitete er als journalistischer Praktikant und Redakteur in Berlin. Er schloss an der Deutschen Schule für Optik und Fotografie die technische Ausbildung zum Pressefotografen an. Von 1943 bis 1945 wurde er als Bildberichterstatter der Wehrmacht an der Eismeerfront und der Südfront eingesetzt.
Nach Kriegsende war er unter anderem als Redakteur für wirtschaftlich und touristisch orientierte Zeitschriften, darunter Südtirol in Wort und Bild, tätig.
Ab 1950 veröffentlichte Frass über 30 Bücher, von denen sich viele mit den Alpen und speziell den Dolomiten beschäftigten und die teilweise mit eigenen Aufnahmen versehen sind.

## Werke
- Wunderwelt der Dolomiten. Bildband. Verlagsanstalt Athesia, Bozen 1969. Mit einer Einführung von P. Viktor Welponer.
- (mit Franz Hieronymus Riedl): Unbekanntes Südtirol. Das Land – abseits der großen Straßen. Verlagsanstalt Athesia, Bozen 1974; 4. Aufl. ebd., 1981. ISBN 88-7014-213-2.
- (mit Franz Hieronymus Riedl): Historische Gaststätten in Tirol (Nord-, Ost- und Südtirol). Athesia, Bozen 1974.
- (mit Franz Hieronymus Riedl): Südtiroler Weinstraße. Athesia, Bozen 1976.
- Dolomiten. Entstehung und Entdeckung. Verlagsanstalt Athesia, Bozen 1984, ISBN 88-7014-336-8.